# Монголци
Монголците (на монголски: Монголчууд) са етническа група, първоначално обитавала днешна Североизточна Монголия.
В наши дни наброяват около 10 млн. души. От тях 2,7 млн. живеят в Монголия, 4 млн. – в китайския автономен район Вътрешна Монголия, и 2 млн. – в други провинции на Китай.
През 13 век, водени от Чингис хан, те създават Монголската империя – най-голямата държава в историята на света.

## Галерия
- Монголски традиционен музикант
- Жени в Монголия
- Монголски момчета от Донгсиянг
- Чингис хан